# Adamina
Adamina – żeński odpowiednik imienia/nazwiska Adam. Imieniny 6 kwietnia, 16 maja i 24 grudnia. Imię pochodzi z języka hebrajskiego i oznacza ono "człowiek", a w znaczeniu biblijnym "pierwszy człowiek od Boga".
Osoby noszące to nazwisko: Juanita Adamina (Jo de Winter, żona Roberta Eggersa Adaminy).

## W innych językach
- ang. Adamina[1],
- bułg. Adamka[1],
- duń. Adamine[1],
- niderl. Adamina[1],
- rum. Adama[1],

## Osoby noszące to imię
- Adamina Jones (ur. 1972) – amerykańska aktorka[7].
- Adamina Sajkowska – dziennikarka Polsat News[8]